# Lobbycontrol
Lobbycontrol – Initiative für Transparenz und Demokratie e. V. (Eigenschreibweise LobbyControl) ist ein eingetragener Verein mit Sitz in Köln, der nach eigenen Angaben „über Machtstrukturen und Einflussstrategien in Deutschland und der EU aufklären will“ und sich „für Transparenz, eine demokratische Kontrolle und klare Schranken der Einflussnahme auf Politik und Öffentlichkeit“ durch Interessenverbände einsetzt.

## Der Verein

### Arbeitsweise
Der Verein betreibt Recherchen zu aktuellen Themen, Hintergrundanalysen mit wissenschaftlichem Anspruch und öffentliche Kampagnen. Der Verein möchte über Denkfabriken, wirtschaftsnahe Kampagnen und verzerrte Darstellungen in den Medien sowie über Netzwerke und koordiniertes Lobbying hinter den Kulissen berichten. Das Ziel dieser Recherchen und Informationen ist es, verdeckte Einflussnahmen offenzulegen und Bürgern zu helfen, sie zu erkennen und ihren eigenen Positionen Gehör zu verschaffen. In Kampagnen möchte Lobbycontrol exemplarisch herausragende Zusammenhänge und Missstände aufgreifen, um sie direkt zu beenden oder neue Schutzvorkehrungen gegen einseitige Einflussnahme durchzusetzen. Hierzu zählen beispielsweise striktere Regeln für Nebeneinkünfte von Abgeordneten oder Registrierungs- und Berichtspflichten für Lobbyisten.
Zusammen mit Corporate Europe Observatory und Friends of the Earth Europe betreibt Lobbycontrol das Portal LobbyFacts. Dort werden die Daten des EU-Transparenzregisters über Lobbyaktivitäten von Unternehmen, Verbänden, Agenturen und Nichtregierungsorganisationen verständlich bereitgestellt.

### Entstehung
Der Verein entstand nach eigenen Angaben in der Nachfolge des Kongresses Gesteuerte Demokratie?, der 2004 in Frankfurt stattfand. Die Veranstaltung von 180 Teilnehmern befasste sich mit dem Einfluss neoliberaler und wirtschaftlicher Eliten auf Politik und Öffentlichkeit.
Das Internet-Blog Lobbycontrol.de gibt es seit Mai 2005 und den Verein Lobbycontrol seit Anfang 2006. In der Öffentlichkeit wurde er zu Beginn durch einen vierköpfigen Vorstand vertreten, der aus Thomas Dürmeier (Volkswirt, Gründer des „Arbeitskreises Postautistische Ökonomie“, Attac-Referent), Heidi Bank (Politikwissenschaftlerin), Ulrich Müller (Politikwissenschaftler, Organisator des oben genannten Kongresses) und Dieter Plehwe (Politikwissenschaftler, Wissenschaftszentrum Berlin für Sozialforschung, Mitbegründer der Gruppe „Buena Vista Neoliberal?“) bestand. Inzwischen besteht der Verein zudem aus einer vom Vorstand getrennten Geschäftsführung sowie aus mehreren Campaignern. Der aktuelle vierköpfige Vorstand setzt sich aus Mattis Beckmannshagen (wissenschaftlicher Mitarbeiter am Deutschen Institut für Wirtschaftsforschung), Claus Neuberger (Volkswirt), Astrid Schaffert (Mitbegründerin von Attac Deutschland, Referentin für soziale Klimapolitik beim Deutschen Caritasverband) und Jutta Sundermann (Mitbegründerin des Attac Netzwerks, Aktivistin und Journalistin) zusammen (Stand: Juni 2024).

### Finanzierung
Der Verein finanziert sich mit Spenden, Mitgliederbeiträgen und dem Verkauf eigener Publikationen wie dem Ende 2008 herausgegebenen Stadtführer LobbyPlanet Berlin. Mit insgesamt 40.000 Euro als Anschubfinanzierung erhielt er in den Jahren 2006 bis 2008 den überwiegenden Teil des Haushaltes von der Bewegungsstiftung. In den Folgejahren wurde das Volumen sowie die Unabhängigkeit der Finanzierung deutlich verbessert durch eine Vervielfachung der Einnahmen aus Mitgliedsbeiträgen, aus Spenden von Privatpersonen sowie aus dem Warenverkauf. Im Jahr 2016 wurden 963.201 Euro eingenommen, davon 80 % durch Spenden und Beiträge von Fördermitgliedern. Größere Unterstützungen erhielt der Verein im Jahr 2016 von dem „langjährigen Förderer“ Olin gGmbH (47.546 Euro), die sich laut eigenen Angaben aus einer privaten Stiftung des Hamburger Kaufmanns Alexander Szlovák finanziert sowie im Rahmen einer dreijährigen Kooperation mit der gemeinnützigen Organisation Campact e. V. im Umfang von 80.000 Euro.

## Initiativen und Projekte (Auswahl)

### Christiansen-Studie
Bundesweit bekannt wurde der Verein mit der Christiansen-Studie, in der Lobbycontrol die thematische und personelle Besetzung der Fernsehsendung Sabine Christiansen (ARD/NDR) im Zeitraum Januar 2005 bis Juni 2006 analysierte. Die Studie liefert viele Belege, die zeigen sollen, dass die zu ihrer Zeit quotenstärkste deutsche Politik-Talkshow Vertreter von Unternehmen und Wirtschaftsverbänden als Gäste bevorzuge, während Gewerkschaften oder Sozialverbände unterrepräsentiert seien und ein einseitiges Themenspektrum vorgegeben werde.
Der Produzent von Sabine Christiansen, Michael Heiks, hält die Methoden von Lobbycontrol für fragwürdig. Auf die Vorwürfe gegenüber der Sendung entgegnete er:
„Eine simple Zuordnung zu Lagern und Verbänden ist grundsätzlich unsinnig. Es wird völlig ignoriert, was die Gäste unserer Diskussionssendungen tatsächlich gesagt haben." und „Fliegenbeine zu zählen reicht einfach nicht.“

### „Drehtür“-Studie
In der Kurzstudie Fliegende Wechsel – die Drehtür kreist vom 15. November 2007 wurden die neuen Arbeitsverhältnisse von 63 ehemaligen Mitgliedern der rot-grünen deutschen Bundesregierung (1998 bis 2005) untersucht. Die Studie stellte auch die geltenden Regelungen zum Wechsel vom politischen Amt in die Privatwirtschaft vor und stellte Forderungen für Neuregelungen auf. (Siehe auch Drehtür-Effekt).
Für die Wiedergabe der Behauptung des Magazins Der Spiegel, Schröder sei als Berater des chinesischen Außenministeriums tätig wurde der Verein auf Antrag des ehemaligen Bundeskanzlers Gerhard Schröder gerichtlich abgemahnt.

### „Keine Lobbyisten in Ministerien“-Kampagne
In einer weiteren Studie wies der Verein im Juli 2007 darauf hin, dass mehr als 100 Beschäftigte von Unternehmen und Verbänden in Bundesministerien arbeiten. In der Kampagne Keine Lobbyisten in Ministerien fordert Lobbycontrol nun die Bundesregierung zur Offenlegung aller Informationen über die bisherige Mitarbeit von Lobbyisten in Ministerien auf. Weiter müsse der einseitige Zugang von Unternehmen und Wirtschaftsverbänden in die Ministerien beendet werden, da diese Praxis undemokratisch sei und die Prinzipien der pluralen Entscheidungsfindung untergrabe. Für diese Offenlegung wurde 2009 ein Appell zur Einführung eines Lobbyregisters mit Unterschriften von 8.700 Bürgern an den Bundestag übergeben.

### Aufdeckung der PR-Affäre der Deutschen Bahn
Die Arbeit mit dem bisher größten Medienecho waren die Recherchen von Lobbycontrol zur Öffentlichkeitsarbeit der Deutschen Bahn AG. Im Mai 2009 wurde aufgedeckt, dass die Deutsche-Bahn-Führung über die Lobby-Agentur European Public Policy Advisers GmbH und die Berliner Denkfabrik Berlinpolis verdeckt Aufträge vergab, um positive Beiträge zur Bahnprivatisierung und gegen den Lokführerstreik in den Medien zu platzieren. Für die Kampagne wurden unter anderem Medienbeiträge vorproduziert sowie Leserbriefe, Blog-Beiträge und Umfragen gefälscht bzw. erfunden. Außerdem wurde eine vermeintliche Bürgerinitiative pro Bahnprivatisierung (Meinebahndeinebahn.de) von der PR-Agentur gegründet. Der neue Chef der Deutschen Bahn, Rüdiger Grube, bestätigte nach dem Lobby-Control-Bericht verdeckte PR-Maßnahmen, für die die DB AG 1,3 Millionen Euro bezahlt hatte.

### Enthüllungen zum Thema Biokraftstoff
Im Juli 2009 wurde von Lobbycontrol aufgedeckt, dass der Verband der Deutschen Biokraftstoffindustrie e. V. im Jahr 2008 über mehrere Monate hinweg eine Kampagne hatte durchführen lassen, die die öffentliche Meinung zum Thema Biokraftstoff verbessern sollte. Hierfür waren durch die Agentur Berlinpolis einseitig formulierte Leserbriefe und Artikel in unterschiedlichen Medien veröffentlicht worden. So zum Beispiel auf den Seiten des Wirtschaftsministeriums NRW (www.kreativeoekonomie.de). Positive Meinungen waren zudem u. a. in der jungen Welt, der FAZ, der Frankfurter Rundschau und auf Focus Online veröffentlicht worden. Auftraggeber von Berlinpolis war die EPPA GmbH.

### Negative Auszeichnungen
Die negative Auszeichnung Worst EU Lobbying Award wurde von 2005 bis 2010 von Lobbycontrol zusammen mit den Nichtregierungsorganisationen Corporate Europe Observatory, Friends of the Earth Europe und Spinwatch jährlich an Lobbyisten, Unternehmen und Interessenverbände verliehen, die manipulative, irreführende oder andere problematische Lobbytaktiken verwendet haben, um Entscheidungen der EU zu beeinflussen. Die Verleihung fand in Brüssel statt. Die Preisträger wurden per öffentlicher Abstimmung im Internet ermittelt. Nach 2010 wurde die Auszeichnung nicht mehr verliehen.
Preisträger:
- 2005 Campaign for Creativity
- 2006 ExxonMobil
- 2007 BMW, Daimler und Porsche
- 2008 Die Agrosprit-Lobby
- 2009 wurde keine Abstimmung durchgeführt
- 2010 RWE npower (RWE) in der Kategorie Klima, die Vereinigung der Derivatehändler (ISDA) und ihr Mitglied Goldman Sachs in der Kategorie Finanzlobby

2007 wurde der Sonderpreis Worst EU Greenwash Award verliehen. Er ging an das Deutsche Atomforum.
2011 wurde erstmals die Lobbykratie-Medaille, der Negativpreis für undemokratische Lobbyarbeit, verliehen. Der Preis ging an die Deutsche Bank und Josef Ackermann.

### Lobbypedia
Im Oktober 2010 startete der Verein das Wiki-basierte Onlinelexikon Lobbypedia, das über Lobbyismus aufklären soll. In thematisch sortierten Artikeln werden Fälle von Lobbyismus dokumentiert. 2012 wurde die Lobbypedia für ihre „sorgfältige Zusammenstellung des Lobbyismus in Deutschland“, so die Jury-Begründung, mit dem Grimme Online Award ausgezeichnet.

### Stadtführungen durch Berlin
Der Verein bietet zweistündige Stadtführungen für Einzelpersonen und Gruppen zum Thema Lobbyismus in Berlin an. Unternehmensrepräsentanzen, Verbandsbüros, PR-Agenturen, andere Lobbyisten und deren Aktivitäten werden vorgestellt.

## Publikationen
Lobbyreports:
- Lobbyreport 2013: Die Lobbyismus-Debatte 2009–2013: Eine Bilanz der schwarz-gelben Regierungszeit, Lobbycontrol[34]
- Lobbyreport 2015: Lobbykontrolle zwischen Fortschritt und Stillstand: Eine Halbzeitbilanz nach zwei Jahren Schwarz-Rot, Lobbycontrol[35]
- Lobbyreport 2017: Aussitzen statt anpacken: Eine Bilanz von vier Jahren Schwarz-Rot, Lobbycontrol[36]
- Lobbyreport 2019: Was Europa gegen die Macht der Konzerne tun müsste, Lobbycontrol[37]
- Lobbyreport 2021: Beispiellose Skandale – strengere Lobbyregeln[38]
- Lobbyreport 2024: Großer Fortschritt bei Lobbyregeln... und was die Ampel noch tun müsste[39]

Studien:
- Schaubühne für die Einflussreichen und Meinungsmacher: Der neoliberal geprägte Reformdiskurs bei "Sabine Christiansen" (September 2006), Lobbycontrol[40]
- Konvent für Deutschland – Wegbereiter unpopulärer Reformen (März 2007), Lobbycontrol[41]
- Fliegende Wechsel, die Drehtür kreist: Zwei Jahre danach – Was macht die Ex-Regierung Schröder II heute? (November 2007), Lobbycontrol[42]
- Greenwash in Zeiten des Klimawandels – Wie Unternehmen ihr Image grün färben (November 2007), Lobbycontrol[43]
- Jenseits des öffentlichen Interesses. Die verdeckte Einflussnahme der Deutschen Bahn für die Privatisierung (Juni 2009), Lobbycontrol[44]
- Nebentätigkeiten der Bundestagsabgeordneten: Transparenz ungenügend (September 2009), Lobbycontrol[45]
- The Non Toxic Solar Alliance – fragwürdige Schöpfung einer Lobbyagentur (November 2010), Lobbycontrol[46]
- Lobbyismus an Schulen – Ein Diskussionspapier über Einflussnahme auf den Unterricht und was man dagegen tun kann (April 2013), Lobbycontrol[47]
- Whose representatives? Members of the European parliament on the industrial payroll (Juni 2015), Lobbycontrol, CEO, Friends of the Earth Europe[48]
- TTIP-Studie: Ein gefährliches regulatorisches Duett (Januar 2016), Lobbycontrol & CEO[49]
- Verkaufte Demokratie: Wie die Regeln zum Schutz von Investoren in CETA zu einem Boom von Investorenklagen gegen Kanada und die EU führen könnten (September 2016), Lobbycontrol, CEO, Transnational Institute, Council of Canadians u. a.[50]
- Von NAFTA zu CETA – Konzernlobbyismus durch die Hintertür (Februar 2017), Lobbycontrol, Forum Umwelt & Entwicklung u. a.[51]
- Gekaperte Gesetzgebung: Wenn Konzerne politische Prozesse dominieren und unsere Rechte bedrohen (September 2018), Lobbycontrol & ALTER-EU[52]
- International regulatory cooperation and the public good (Mai 2019), Lobbycontrol & Powershift[53]
- Die deutsche EU-Ratspräsidentschaft – Industrie in der Hauptrolle? (Juni 2020), Lobbycontrol, BUND, CEO, Deutsche Umwelthilfe u. a.[54]

Weitere Publikationen:
- LobbyPlanet Berlin – der Reiseführer durch den Lobbydschungel (3. Auflage)
- LobbyPlanet Brüssel – Einblick in den Brüsseler Lobbydschungel (3. Auflage, September 2012)
- Bursting the Brussels Bubble (2010), Lobbycontrol & ALTER-EU[55]
- Ulrich Müller, Sven Giegold, Malte Arhelger (Hg.): Gesteuerte Demokratie? Wie neoliberale Eliten Politik und Öffentlichkeit beeinflussen. VSA-Verlag, Hamburg 2004.